# Tournoi de Paris (judo)
Pour les articles homonymes, voir Tournoi de Paris.
Le tournoi de Paris de judo, aussi appelé Paris Grand Slam est une compétition de judo international majeur organisée annuellement au mois de février.

## Histoire
De la première édition, qui a lieu le 6 février 1971, à la seizième se déroulant en 1987, le tournoi est exclusivement masculin. À partir de 1988, des catégories féminines sont organisées pour suivre la dynamique de réunion des tournois féminin et masculin dans un seul et même rendez-vous. Alors qu'il se disputait traditionnellement au Stade Pierre-de-Coubertin depuis sa création, le tournoi déménage à l'occasion de l'édition 2000 au Palais omnisports de Paris-Bercy dont la capacité peut être portée à 18 000 spectateurs. Lors de la rénovation du Palais omnisports de Paris-Bercy, le tournoi est reporté à octobre 2015 et inaugure l'AccorHotels Arena (nouveau nom). Le tournoi prend à cette occasion le nom de Grand Slam de Paris.
Organisé par la Fédération française de judo, le Grand Slam Paris est un événement majeur dans le calendrier international du fait de son label « super coupe du monde » (ou super A). Dans une année olympique, il est l'un des tournois qualificatifs pour le rendez-vous organisé tous les quatre ans.
Depuis 2009, ce tournoi fait partie des quatre tournois du Grand Chelem.
L'édition 2020 est marquée par la défaite du Français Teddy Riner au 3e tour dans la catégorie des poids lourds (plus de 100 kg) contre le Japonais Kokoro Kageura, mettant fin à une série d'invincibilité de neuf années et de 154 combats ; sa précédente défaite datant de septembre 2010 en finale des Mondiaux de Tokyo au Japon de la catégorie Open contre le Japonais Daiki Kamikawa.
En 2021, la Fédération internationale de judo (IJF) annule l'événement pourtant initialement prévu les 8 et 9 mai, en raison de l'absence de signature de contrat entre la FF Judo et l'instance mondiale, par la précédente équipe dirigeante française (en date de juillet 2020), selon l'IJF. Cette dernière propose néanmoins un report de la compétition en période post-olympique des J.O. de Tokyo 2020, décalés d'un an à cause de la pandémie de Covid-19. Par ailleurs, l'IJF a attribué ces mêmes dates au Tournoi Grand Chelem de Kazan.

## Palmarès masculin

### Poids super-légers (-60 kg)
| Épreuves                | Or                           | Argent                       | Bronze                                                   |
| ----------------------- | ---------------------------- | ---------------------------- | -------------------------------------------------------- |
| Tournoi World Cup       |                              |                              |                                                          |
| 1989                    | Marino Cattedra (ITA)        | Yuzi Ozawa (JPN)             | Philippe Pradayrol (FRA) Jean-Marie Le Sonn (FRA)        |
| 1990                    | Hitoshi Noguchi (JPN)        | Philippe Pradayrol (FRA)     | Richard Trautmann (GER) Nigel Donohue (GBR)              |
| 1991                    | Thierry Harismendy (FRA)     | József Wagner (HUN)          | Girolamo Giovinazzo (ITA) Gaetan Bikindou (FRA)          |
| 1992                    | Girolamo Giovinazzo (ITA)    | Philippe Pradayrol (FRA)     | Shigueto Yamasaki (BRA) Lim Byung-ki (KOR)               |
| 1993                    | Nigel Donohue (GBR)          | Thierry Harismendy (FRA)     | Manfred Hiptmaier (AUT) Lim Byung-ki (KOR)               |
| 1994                    | Kim Hyuk (KOR)               | Girolamo Giovinazzo (ITA)    | Katsunori Kimura (JPN) Manuel Orgaz (ESP)                |
| 1995                    | Kenichi Harada (JPN)         | Ludovic Bimont (FRA)         | Ryuji Sonoda (JPN) Gaetan Bikindou (FRA)                 |
| 1996                    | Franck Chambily (FRA)        | Manolo Poulot (CUB)          | Roberto Naveira (ESP) Kazuhiko Tokuno (JPN)              |
| 1997                    | Kazuhiko Tokuno (JPN)        | Moon Dae-hyun (KOR)          | Oscar Peñas (ESP) Girolamo Giovinazzo (ITA)              |
| 1998                    | Kazuhiko Tokuno (JPN)        | Youm Dong-won (KOR)          | Eric Despezelle (FRA) Girolamo Giovinazzo (ITA)          |
| 1999                    | Oscar Peñas (ESP)            | Tatsuaki Egusa (JPN)         | Kenji Uematsu (ESP) Kim Ki Yong (KOR)                    |
| 2000                    | Tadahiro Nomura (JPN)        | Manolo Poulot (CUB)          | Yacine Douma (FRA) Denílson Lourenço (BRA)               |
| 2001                    | Kazuhiko Tokuno (JPN)        | Cyril Soyer (FRA)            | Yacine Douma (FRA) Roberto Cueto (ESP)                   |
| Tournoi Super A         |                              |                              |                                                          |
| 2002                    | Choi Min-ho (KOR)            | João Derly (BRA)             | Ruben Houkes (NED) Masato Uchishiba (JPN)                |
| 2003                    | Craig Fallon (GBR)           | Hyun Seung-hoon (KOR)        | Albert Techov (LTU) Ludwig Paischer (AUT)                |
| 2004                    | Tadahiro Nomura (JPN)        | Ludwig Paischer (AUT)        | Baptiste Leroy (FRA) Cyril Soyer (FRA)                   |
| Tournoi Super World Cup |                              |                              |                                                          |
| 2005                    | Ludwig Paischer (AUT)        | Tatsuaki Egusa (JPN)         | Craig Fallon (GBR) Choi Min-ho (KOR)                     |
| 2006                    | Cho Nam-suk (KOR)            | Hiroaki Hiraoka (JPN)        | Cyril Soyer (FRA) Armen Nazarian (ARM)                   |
| 2007                    | Nijat Shikhalizade (AZE)     | Tatsuaki Egusa (JPN)         | Choi Min-ho (KOR) Dimitri Dragin (FRA)                   |
| 2008                    | Hiroaki Hiraoka (JPN)        | Choi Min-ho (KOR)            | Ruben Houkes (NED) Georgii Zantaraia (UKR)               |
| Tournoi Grand Chelem    |                              |                              |                                                          |
| 2009                    | Dimitri Dragin (FRA)         | Amiran Papinashvili (GEO)    | Ludwig Paischer (AUT) Choi Gwang-hyeon (KOR)             |
| 2010                    | David Asumbani (GEO)         | Rishod Sobirov (UZB)         | Dimitri Dragin (FRA) Masaaki Fukuoka (JPN)               |
| 2011                    | Rishod Sobirov (UZB)         | Hovhannes Davtyan (ARM)      | Amiran Papinashvili (GEO) Georgii Zantaraia (UKR)        |
| 2012                    | Rishod Sobirov (UZB)         | Kim Won Jin (KOR)            | Amiran Papinashvili (GEO) Jang Jin-min (KOR)             |
| 2013                    | Naohisa Takato (JPN)         | Jang Jin-min (KOR)           | Amiran Papinashvili (GEO) Beslan Mudranov (RUS)          |
| 2014                    | Boldbaatar Ganbat (MGL)      | Amiran Papinashvili (GEO)    | NaoShinji Kido (JPN) Tsai Ming Yen (TPE)                 |
| 2015                    | Naohisa Takatō (JPN)         | Vincent Limare (FRA)         | Amartuvshin Dashdavaa (MGL) Sharafuddin Lutfillaev (UZB) |
| 2016                    | Toru Shishime (JPN)          | İlqar Müşkiyev (AZE)         | Walide Khyar (FRA) Kim Won-jin (KOR)                     |
| 2017                    | Naohisa Takatō (JPN)         | Sharafuddin Lutfillaev (UZB) | Amiran Papinashvili (GEO) Orkhan Safarov (AZE)           |
| 2018                    | Toru Shishime (JPN)          | Sharafuddin Lutfillaev (UZB) | Ashley McKenzie (GBR) Cédric Revol (FRA)                 |
| 2019                    | Naohisa Takatō (JPN)         | Yeldos Smetov (KAZ)          | Amartuvshin Dashdavaa (MGL) Temur Nozadze (GEO)          |
| 2020                    | Ryuju Nagayama (JPN)         | Yago Abuladze (RUS)          | Yeldos Smetov (KAZ) Amartuvshin Dashdavaa (MGL)          |
| 2021                    | Balabay Aghayev (AZE)        | Ramazan Abdulaev (RUS)       | Ariunbold Enkhtaivan (MGL) Romain Valadier Picard (FRA)  |
| 2022                    | Ryuju Nagayama (JPN)         | Jeon Seung-beom (KOR)        | Luka Mkheidze (FRA) Jaba Papinashvili (GEO)              |
| 2023                    | Balabay Aghayev (AZE)        | Cédric Revol (FRA)           | Kamoliddin Bakhtiyorov (UZB) Lee Ha-rim (KOR)            |
| 2024                    | Luka Mkheidze (FRA)          | Lee Ha-rim (KOR)             | Taiki Nakamura (JPN) Francisco Garrigós (ESP)            |
| 2025                    | Romain Valadier-Picard (FRA) | Kenta Sekimoto (JPN)         | Enzo Jean (FRA) Bakhrom Boturov (UZB)                    |

### Poids mi-légers (-66 kg)
(-65 kg avant 1998)
| Épreuves                | Or                             | Argent                         | Bronze                                                  |
| ----------------------- | ------------------------------ | ------------------------------ | ------------------------------------------------------- |
| Tournoi World Cup       |                                |                                |                                                         |
| 1989                    | Hugo Kendelbacher (GER)        | Hamid Abdoune (FRA)            | Philip Laats (BEL) Bruno Campargue (FRA)                |
| 1990                    | Amiran Totikashvili (GEO)      | Yoon Kyung-Hyung (KOR)         | Martin Schmidt (GER) Nasser Nechar (FRA)                |
| 1991                    | Philip Laats (BEL)             | Pascal Breyer (BEL)            | Nasser Nechar (FRA) Eric Born (SUI)                     |
| 1992                    | Kenji Maruyama (JPN)           | József Csák (HUN)              | Udo Quellmalz (GER) Jimmy Pedro (USA)                   |
| 1993                    | Yukimasa Nakamura (JPN)        | Jimmy Pedro (USA)              | Nasser Nechar (FRA) Eric Born (SUI)                     |
| 1994                    | Hamid Abdoune (FRA)            | Benoît Campargue (FRA)         | Israel Hernández (CUB) Philip Laats (BEL)               |
| 1995                    | Naoya Uchimura (JPN)           | Hassene Djimili (FRA)          | Christophe Brunet (FRA) Laurent Calleja (FRA)           |
| 1996                    | Yukimasa Nakamura (JPN)        | Kim Dae-ik (KOR)               | Larbi Benboudaoud (FRA) Julian Davis (GBR)              |
| 1997                    | Naoya Uchimura (JPN)           | Larbi Benboudaoud (FRA)        | József Csák (HUN) Kim Hyuk (KOR)                        |
| 1998                    | Giorgi Revazishvili (GEO)      | Franck Bellard (FRA)           | Magomed Dzhafarov (RUS) Rashad Mamedov (BLR)            |
| 1999                    | Yukimasa Nakamura (JPN)        | Kiyoshi Uematsu (ESP)          | Giorgi Revazishvili (GEO) József Csák (HUN)             |
| 2000                    | Yordanis Arencibia (CUB)       | Franck Bellard (FRA)           | Javier Delgado (ESP) Amar Meridja (ALG)                 |
| 2001                    | Islam Matsiev (RUS)            | Benjamin Darbelet (FRA)        | Larbi Benboudaoud (FRA) João Pina (POR)                 |
| Tournoi Super A         |                                |                                |                                                         |
| 2002                    | Yordanis Arencibia (CUB)       | Lee Won-hee (KOR)              | Christophe Besnard (FRA) Konstantin Zaretsky (RUS)      |
| 2003                    | Larbi Benboudaoud (FRA)        | Kim Hyung-ju (KOR)             | Christophe Besnard (FRA) Benjamin Darbelet (FRA)        |
| 2004                    | Tomoo Torii (JPN)              | David Margoshvili (GEO)        | João Pina (POR) Georgi Georgiev (BUL)                   |
| Tournoi Super World Cup |                                |                                |                                                         |
| 2005                    | Hiroyuki Akimoto (JPN)         | Benjamin Darbelet (FRA)        | Stéphane Biez (FRA) Nestor Khergiani (GEO)              |
| 2006                    | João Derly (BRA)               | Hiroyuki Akimoto (JPN)         | Javier Delgado (ESP) Miklos Ungvari (HUN)               |
| 2007                    | Hiroyuki Akimoto (JPN)         | Leandro Cunha (BRA)            | Yordanis Arencibia (CUB) Kim Kwang-sub (KOR)            |
| 2008                    | Kim Joo-jin (KOR)              | Masato Uchishiba (JPN)         | Dex Elmont (NED) Alim Gadanov (UKR)                     |
| Tournoi Grand Chelem    |                                |                                |                                                         |
| 2009                    | Masato Uchishiba (JPN)         | Benjamin Darbelet (FRA)        | Miklos Ungvari (HUN) An Jeong-hwan (KOR)                |
| 2010                    | Kim Joo-jin (KOR)              | Sanjaasuren Miyaragchaa (MGL)  | Khashbaataryn Tsagaanbaatar (MGL) David Larose (FRA)    |
| 2011                    | Junpei Morishita (en) (JPN)    | Armen Nazarian (ARM)           | David Larose (FRA) Masaaki Fukuoka (JPN)                |
| 2012                    | David Larose (FRA)             | Cho Jun-ho (KOR)               | Khashbaataryn Tsagaanbaatar (MGL) Sergey Lim (KAZ)      |
| 2013                    | David Larose (FRA)             | Davaadorjiin Tömörkhüleg (MGL) | Cho Jun-ho (KOR) Tomofumi Takajo (JPN)                  |
| 2014                    | Mikhail Pulyaev (RUS)          | Georgii Zantaraia (UKR)        | Masaaki Fukuoka (JPN) Loïc Korval (FRA)                 |
| 2015                    | Davaadorjiin Tömörkhüleg (MGL) | Heorhiy Zantaraya (UKR)        | Altansukh Dovdon (MGL) Tomofumi Takajō (JPN)            |
| 2016                    | Masashi Ebinuma (JPN)          | Davaadorjiin Tömörkhüleg (MGL) | An Ba-Ul (KOR) Kilian Le Blouch (FRA)                   |
| 2017                    | Hifumi Abe (JPN)               | Anzaur Ardanov (RUS)           | Vazha Margvelashvili (GEO) Nijat Shikhalizada (AZE)     |
| 2018                    | An Baul (KOR)                  | Joshiro Maruyama (JPN)         | Norihito Isoda (JPN) Sebastian Seidl (GER)              |
| 2019                    | Denis Vieru (MDA)              | Vazha Margvelashvili (GEO)     | Baruch Shmailov (ISR) Heorhiy Zantaraya (UKR)           |
| 2020                    | An Baul (KOR)                  | Kim Lim-hwan (KOR)             | Heorhiy Zantaraya (UKR) Baskhuu Yondonperenlei (MGL)    |
| 2021                    | Ryoma Tanaka (JPN)             | Taikoh Fujisaka (JPN)          | Walide Khyar (FRA) Orlando Cazorla (FRA)                |
| 2022                    | Baskhuu Yondonperenlei (MGL)   | An Baul (KOR)                  | Vazha Margvelashvili (GEO) Ryoma Tanaka (JPN)           |
| 2023                    | Bogdan Iadov (UKR)             | Battogtokhyn Erkhembayar (MGL) | Denis Vieru (MDA) An Jae-hong (KOR)                     |
| 2024                    | Takeshi Takeoka (JPN)          | Jōshirō Maruyama (JPN)         | David García Torné (ESP) Bayanmönkhiin Narmandakh (UAE) |
| 2025                    | Ruslan Pashayev (AZE)          | Daikii Bouba (FRA)             | Walide Khyar (FRA) Vazha Margvelashvili (GEO)           |

### Poids légers (-73 kg)
(-71 kg avant 1998)
| Épreuves                | Or                                | Argent                          | Bronze                                                   |
| ----------------------- | --------------------------------- | ------------------------------- | -------------------------------------------------------- |
| Tournoi World Cup       |                                   |                                 |                                                          |
| 1989                    | Yukiharu Yoshitaka (JPN)          | Vincent Vieille-Marchiset (FRA) | Bertalan Hajtós (HUN) Marc Alexandre (FRA)               |
| 1990                    | Marc Verillotte (FRA)             | Vincent Vieille-Marchiset (FRA) | Diego Brambilla (ITA) Serge Caytan (FRA)                 |
| 1991                    | Bruno Carabetta (FRA)             | Chung Hoon-yong (KOR)           | Christophe Gagliano (FRA) Massimo Sulli (ITA)            |
| 1992                    | Chung Hoon-yong (KOR)             | René Sporleder (GER)            | Patrick Rosso (FRA) Bruno Carabetta (FRA)                |
| 1993                    | Martin Schmidt (GER)              | Patrick Rosso (FRA)             | Christophe Gagliano (FRA) Norbert Haimberger (AUT)       |
| 1994                    | Patrick Rosso (FRA)               | Christophe Gagliano (FRA)       | Martin Schmidt (GER) Kenzo Nakamura (JPN)                |
| 1995                    | Takehisa Iwakawa (JPN)            | Martin Schmidt (GER)            | Christophe Gagliano (FRA) Giorgi Vazagashvili (GEO)      |
| 1996                    | Kenzo Nakamura (JPN)              | Christophe Gagliano (FRA)       | Danny Kingston (GBR) Jimmy Pedro (USA)                   |
| 1997                    | Kwak Dae-sung (KOR)               | Thomas Schleicher (AUT)         | Christophe Massina (FRA) Jimmy Pedro (USA)               |
| 1998                    | Jimmy Pedro (USA)                 | Kenzo Nakamura (JPN)            | Christophe Gagliano (FRA) Christophe Massina (FRA)       |
| 1999                    | Ferrid Kheder (TUN)               | Guillaume Fort (FRA)            | Vsevolods Zelonijs (LAT) Choi Yong-shin (KOR)            |
| 2000                    | Ferrid Kheder (TUN)               | Tiago Camilo (BRA)              | Christophe Gagliano (FRA) Christophe Massina (FRA)       |
| 2001                    | Daniel Fernandes (FRA)            | Choi Yong-shin (KOR)            | Christophe Massina (FRA) Andrey Shturbabin (UZB)         |
| Tournoi Super A         |                                   |                                 |                                                          |
| 2002                    | Koen Sleeckx (BEL)                | Christophe Massina (FRA)        | Ferrid Kheder (TUN) Ilya Chimchiuri (UKR)                |
| 2003                    | Masahiro Takamatsu (JPN)          | Claudius Bastea (ROU)           | Ferrid Kheder (FRA) Lee Won-hee (KOR)                    |
| 2004                    | Masahiro Takamatsu (JPN)          | David Kevkishvili (GEO)         | Akos Braun (HUN) Anatoli Laryukov (BLR)                  |
| Tournoi Super World Cup |                                   |                                 |                                                          |
| 2005                    | Daniel Fernandes (FRA)            | Sašo Jereb (SLO)                | Claudius Bastea (ROU) David Kevkishvili (GEO)            |
| 2006                    | Georgi Georgiev (BUL)             | Salamu Mezhidov (RUS)           | Lee Won-hee (KOR) Dirk Van Tichelt (BEL)                 |
| 2007                    | Yusuke Kanamaru (JPN)             | Elnur Mammadli (AZE)            | Daniel Fernandes (FRA) Georgi Georgiev (BUL)             |
| 2008                    | Sergiu Toma (MDA)                 | Ronal Girones Sago (CUB)        | Rinat Ibragimov (KAZ) Koen Sleeckx (BEL)                 |
| Tournoi Grand Chelem    |                                   |                                 |                                                          |
| 2009                    | Wang Ki-chun (KOR)                | Yordanis Arencibia (CUB)        | Gilles Bonhomme (FRA) Mario Schendel (GER)               |
| 2010                    | Wang Ki-chun (KOR)                | Hiroyuki Akimoto (JPN)          | Yasuhiro Awano (JPN) Rinat Ibragimov (KAZ)               |
| 2011                    | Riki Nakaya (JPN)                 | Attila Ungvari (HUN)            | Ugo Legrand (FRA) Yasuhiro Awano (JPN)                   |
| 2012                    | Sainjargalyn Nyam-Ochir (MGL)     | Christopher Voelk (GER)         | Gilles Bonhomme (FRA) Zelimkhan Ozdoev (RUS)             |
| 2013                    | Khashbaataryn Tsagaanbaatar (MGL) | Bruno Mendonça (BRA)            | Dex Elmont (NED) Shohei Ono (JPN)                        |
| 2014                    | Bang Gui-man (KOR)                | Rok Drakšič (SLO)               | Ugo Legrand (FRA) Victor Scvortov (UAE)                  |
| 2015                    | Hiroyuki Akimoto (JPN)            | Rustam Orujov (AZE)             | Sagi Muki (ISR) Igor Wandtke (GER)                       |
| 2016                    | An Chang-rim (KOR)                | Denis Iartcev (RUS)             | Hiroyuki Akimoto (JPN) Sagi Muki (ISR)                   |
| 2017                    | Sōichi Hashimoto (JPN)            | An Chang-rim (KOR)              | Tohar Butbul (ISR) Hidayat Heydarov (AZE)                |
| 2018                    | Akil Gjakova (KOS)                | Lasha Shavdatuashvili (GEO)     | An Chang-rim (KOR) Tsend-Ochiryn Tsogtbaatar (MGL)       |
| 2019                    | Soichi Hashimoto (JPN)            | Tsend-Ochiryn Tsogtbaatar (MGL) | Fabio Basile (ITA) Lasha Shavdatuashvili (GEO)           |
| 2020                    | Soichi Hashimoto (JPN)            | Zhansay Smagulov (KAZ)          | Tsogtbaatar Tsend-Ochir (MGL) Khikmatillokh Turaev (UZB) |
| 2021                    | Kenshi Harada (JPN)               | Théo Riquin (FRA)               | Alexandru Raicu (ROU) Hidayət Heydərov (AZE)             |
| 2022                    | Lasha Shavdatuashvili (GEO)       | Soichi Hashimoto (JPN)          | Tsend-Ochiryn Tsogtbaatar (MGL) Benjamin Axus (FRA)      |
| 2023                    | Lasha Shavdatuashvili (GEO)       | Daniel Cargnin (BRA)            | Daniyar Shamshayev (KAZ) Uranbayar Odgerel (MGL)         |
| 2024                    | Tatsuki Ishihara (JPN)            | Giorgi Chikhelidze (GEO)        | Shakhram Ahadov (UZB) Akil Gjakova (KOS)                 |
| 2025                    | Shakhram Ahadov (UZB)             | Akil Gjakova (KOS)              | Maxime Gobert (FRA) Rashid Mammadaliyev (AZE)            |

### Poids mi-moyens (-81 kg)
(-78 kg avant 1998)
| Épreuves                | Or                              | Argent                       | Bronze                                                  |
| ----------------------- | ------------------------------- | ---------------------------- | ------------------------------------------------------- |
| Tournoi World Cup       |                                 |                              |                                                         |
| 1989                    | Jean-Michel Berthet (FRA)       | Jason Morris (USA)           | Gilles Musquin (FRA) Marc Vallot (BEL)                  |
| 1990                    | Tatsuto Mochida (JPN)           | Chun Man-bae (KOR)           | Zsolt Zsoldos (HUN) Kim Byung-joo (KOR)                 |
| 1991                    | Marko Spittka (GER)             | Johan Laats (BEL)            | Olivier Schaffter (SUI) Kim Byung-joo (KOR)             |
| 1992                    | Kim Byung-joo (KOR)             | Alexandru Ciupe (CAN)        | Stéphane Fremont (FRA) Iulian Rusu (ROU)                |
| 1993                    | Jeon Ki-young (KOR)             | Yoon Dong-sik (KOR)          | Marko Spittka (GER) Bertrand Amoussou-Guenou (FRA)      |
| 1994                    | Yoon Dong-sik (KOR)             | Jeon Ki-young (KOR)          | Laurent François (FRA) Patrick Bouras (FRA)             |
| 1995                    | Yoon Dong-sik (KOR)             | Patrick Reiter (AUT)         | Uwe Frenz (GER) Djamel Bouras (FRA)                     |
| 1996                    | Darcel Yandzi (FRA)             | Patrick Bouras (FRA)         | Makoto Takimoto (JPN) Cho In-chul (KOR)                 |
| 1997                    | Cho In-chul (KOR)               | German Abdulaev (RUS)        | Karen Balayan (UKR) Uwe Frenz (GER)                     |
| 1998                    | Sergio Doménech (ESP)           | Karen Balayan (UKR)          | David Inquel (FRA) Stéphane Nomis (FRA)                 |
| 1999                    | Masahiko Tomouchi (JPN)         | Patrick Reiter (AUT)         | Alexei Budolin (EST) Sergei Aschwanden (SUI)            |
| 2000                    | Maarten Arens (NED)             | Djamel Bouras (FRA)          | Alexei Budolin (EST) Ryuichi Murata (JPN)               |
| 2001                    | Kenzo Nakamura (JPN)            | Cho In-chul (KOR)            | Graeme Randall (GBR) Djamel Bouras (FRA)                |
| Tournoi Super A         |                                 |                              |                                                         |
| 2002                    | Yoshihiro Akiyama (JPN)         | Ahn Dong-jin (KOR)           | Anthony Rodriguez (FRA) Nuno Delgado (POR)              |
| 2003                    | Kenzo Nakamura (JPN)            | Flavio Canto (BRA)           | Robert Krawczyk (POL) Salamu Mezhidov (RUS)             |
| 2004                    | Anthony Rodriguez (FRA)         | Cédric Claverie (FRA)        | Kwon Young-woo (KOR) Ilías Iliádis (GRE)                |
| Tournoi Super World Cup |                                 |                              |                                                         |
| 2005                    | Guillaume Elmont (NED)          | Florian Rinnerthaler (AUT)   | Robert Krawczyk (POL) Takashi Ono (JPN)                 |
| 2006                    | Giuseppe Maddaloni (ITA)        | Song Dae-nam (KOR)           | Robert Krawczyk (POL) Takashi Ono (JPN)                 |
| 2007                    | Guillaume Elmont (NED)          | Abderahman Benamadi (ALG)    | Mehman Azizov (AZE) Ole Bischof (GER)                   |
| 2008                    | Alibek Bashkaev (RUS)           | Giorgi Baindurashvili (GEO)  | Euan Burton (GBR) Alain Schmitt (FRA)                   |
| Tournoi Grand Chelem    |                                 |                              |                                                         |
| 2009                    | Song Dae-nam (KOR)              | Kim Jae-bum (KOR)            | Axel Clerget (FRA) Ivan Nifontov (RUS)                  |
| 2010                    | Leandro Guilheiro (BRA)         | Levan Tsiklauri (GEO)        | Antoine Jeannin (FRA) Travis Stevens (USA)              |
| 2011                    | Kim Jae-Bum (KOR)               | Guillaume Elmont (NED)       | Laszlo Csoknyai (HUN) Alain Schmitt (FRA)               |
| 2012                    | Ole Bischof (GER)               | Antonio Ciano (ITA)          | Keita Nagashima (JPN) Sergiu Toma (MDA)                 |
| 2013                    | Yakhyo Imamov (UZB)             | Avtandil Tchrikishvili (GEO) | Victor Penalber (pt) (BRA) Keita Nagashima (JPN)        |
| 2014                    | Avtandil Tchrikishvili (GEO)    | Loïc Pietri (FRA)            | Kim Jae-bum (KOR) Takanori Nagase (JPN)                 |
| 2015                    | Shaxzod Sobirov (UZB)           | Sergey Ryabov (RUS)          | Frank de Wit (NED) Uuganbaatar Otgonbaatar (MGL)        |
| 2016                    | Avtandil Tchrikishvili (GEO)    | Ivaylo Ivanov (BUL)          | Wang Ki-chun (KOR) Victor Penalber (BRA)                |
| 2017                    | Frank de Wit (NED)              | Zebeda Rekhviashvili (GEO)   | Pape Doudou N'Diaye (FRA) Baptiste Pierre (FRA)         |
| 2018                    | Sōtarō Fujiwara (JPN)           | Lee Seung-soo (KOR)          | Frank de Wit (NED) Nugzari Tatalashvili (GEO)           |
| 2019                    | Dominic Ressel (GER)            | Sagi Muki (ISR)              | Alan Khubetsov (RUS) Saeid Mollaei (IRI)                |
| 2020                    | Matthias Casse (BEL)            | Sharofiddin Boltaboev (UZB)  | Sōtarō Fujiwara (JPN) Antoine Valois-Fortier (CAN)      |
| 2021                    | Takeshi Sasaki (JPN)            | Tato Grigalashvili (GEO)     | Sōtarō Fujiwara (JPN) Bolor-Ochir Gereltuya (MGL)       |
| 2022                    | Sōtarō Fujiwara (JPN)           | Tato Grigalashvili (GEO)     | Sharofiddin Boltaboev (UZB) Sami Chouchi (BEL)          |
| 2023                    | Tato Grigalashvili (GEO)        | Timo Cavelius (GER)          | Alpha Oumar Djalo (FRA) François Gauthier Drapeau (CAN) |
| 2024                    | Matthias Casse (BEL)            | Zelim Tckaev (AZE)           | Timur Arbuzov (AIN) François Gauthier-Drapeau (CAN)     |
| 2025                    | François Gauthier-Drapeau (CAN) | Nugzar Tatalashvili (UAE)    | Matthias Casse (BEL) Omar Rajabli (AZE)                 |

### Poids moyens (-90 kg)
(-86 kg avant 1998)
| Épreuves                | Or                            | Argent                       | Bronze                                               |
| ----------------------- | ----------------------------- | ---------------------------- | ---------------------------------------------------- |
| Tournoi World Cup       |                               |                              |                                                      |
| 1989                    | Pascal Tayot (FRA)            | Fabien Canu (FRA)            | Jean-Louis Geymond (FRA) Masao Murata (JPN)          |
| 1990                    | Jean-Louis Geymond (FRA)      | Fernando González (ESP)      | Giorgio Vismara (ITA) Michel Nowak (FRA)             |
| 1991                    | Pascal Tayot (FRA)            | Pascal Legoux (FRA)          | León Villar (ESP) Fabien Canu (FRA)                  |
| 1992                    | Pascal Tayot (FRA)            | Hirotaka Okada (JPN)         | Axel Lobenstein (GER) Arnaud Perrier (FRA)           |
| 1993                    | Hidehiko Yoshida (JPN)        | Yoshio Nakamura (JPN)        | Roy Poels (NED) Pascal Tayot (FRA)                   |
| 1994                    | Ruslan Mashurenko (UKR)       | Adrian Croitoru (ROU)        | Vincenzo Carabetta (FRA) Anatoli Droga (UKR)         |
| 1995                    | Hidehiko Yoshida (JPN)        | Fernando González (ESP)      | Vincenzo Carabetta (FRA) Yoshio Nakamura (JPN)       |
| 1996                    | Adrian Croitoru (ROU)         | Masaru Tanabe (JPN)          | Marko Spittka (GER) Alex Smeets (NED)                |
| 1997                    | Jeon Ki-young (KOR)           | Algimantas Merkevicius (LTU) | Masaru Tanabe (JPN) Sergey Klishin (AUT)             |
| 1998                    | Yoshio Nakamura (JPN)         | Vincenzo Carabetta (FRA)     | Lionel Hugonnier (FRA) Fernando González (ESP)       |
| 1999                    | George Gugava (GEO)           | Masaru Tanabe (JPN)          | Daan De Cooman (BEL) Yoo Sung-yeon (KOR)             |
| 2000                    | Frédéric Demontfaucon (FRA)   | Yosvane Despaigne (ITA)      | Keith Morgan (CAN) Kamol Muradov (UZB)               |
| 2001                    | Masatoshi Tobitsuka (JPN)     | Frédéric Demontfaucon (FRA)  | David Bozouklian (FRA) David Alarza (ESP)            |
| Tournoi Super A         |                               |                              |                                                      |
| 2002                    | Mark Huizinga (NED)           | Lionel Hugonnier (FRA)       | Yuta Yazaki (JPN) Zurab Zviadauri (GEO)              |
| 2003                    | Yosvane Despaigne (ITA)       | David Alarza (ESP)           | Yuta Yazaki (JPN) Zurab Zviadauri (GEO)              |
| 2004                    | Hiroshi Izumi (JPN)           | Frédéric Demontfaucon (FRA)  | Mark Huizinga (NED)                                  |
| Tournoi Super World Cup |                               |                              |                                                      |
| 2005                    | Ilías Iliádis (GRE)           | Fédéric Stiegelmann (FRA)    | Christophe Humbert (FRA) Park Sun-Woo (KOR)          |
| 2006                    | Hwang Hee-Tae (KOR)           | Mehdi Khaldoun (FRA)         | Frédéric Demontfaucon (FRA) Siathei Kukharenko (BLR) |
| 2007                    | Khasanbi Taov (RUS)           | Ilías Iliádis (GRE)          | Mark Huizinga (NED) Hiroshi Izumi (JPN)              |
| 2008                    | Khasanbi Taov (RUS)           | Ramziddin Sayidov (UZB)      | Zafar Makhmadov (RUS)                                |
| Tournoi Grand Chelem    |                               |                              |                                                      |
| 2009                    | Matthieu Dafreville (FRA)     | Takashi Ono (JPN)            | Michael Pinske (GER) Kirill Denisov (RUS)            |
| 2010                    | Takashi Ono (JPN)             | Dilshod Choriev (UZB)        | Amar Benikhlef (ALG) Tiago Camilo (BRA)              |
| 2011                    | Daiki Nishiyama (JPN)         | Tiago Camilo (BRA)           | Romain Buffet (FRA) Nabiev Khurshid (UZB)            |
| 2012                    | Dilshod Choriev (UZB)         | Roman Gontyuk (UKR)          | Kirill Denisov (RUS) Asley González (CUB)            |
| 2013                    | Varlam Liparteliani (GEO)     | Asley González (CUB)         | Hirotaka Kato (JPN) Dilshod Choriev (UZB)            |
| 2014                    | Lee Kyu-won (KOR)             | Varlam Liparteliani (GEO)    | Masyu Beiker (JPN) Marc Odenthal (GER)               |
| 2015                    | Varlam Liparteliani (GEO)     | Alexandre Iddir (FRA)        | Célio Dias (POR) Otgonbaatar Lkhagvasuren (MGL)      |
| 2016                    | Daiki Nishiyama (JPN)         | Alexandre Iddir (FRA)        | Gwak Dong-han (KOR) Varlam Liparteliani (GEO)        |
| 2017                    | Cheng Xunzhao (CHN)           | Axel Clerget (FRA)           | Gwak Dong-han (KOR) Mihael Žgank (SLO)               |
| 2018                    | Shoichiro Mukai (JPN)         | Beka Gviniashvili (GEO)      | Eduard Trippel (GER) Axel Clerget (FRA)              |
| 2019                    | Gwak Dong-han (KOR)           | Islam Bozbayev (KAZ)         | Kenta Nagasawa (JPN) Krisztián Tóth (HUN)            |
| 2020                    | Nikoloz Sherazadishvili (ESP) | Kenta Nagasawa (JPN)         | Axel Clerget (FRA) Iván Felipe Silva (CUB)           |
| 2021                    | Kenta Nagasawa (JPN)          | Khusen Khalmurzaev (RUS)     | Anri Egutidze (POR) Luka Maisuradze (GEO)            |
| 2022                    | Sanshiro Murao (JPN)          | Mammadali Mehdiyev (AZE)     | Davlat Bobonov (UZB) Mihael Zgank (TUR)              |
| 2023                    | Noël van 't End (NED)         | Murad Fatiyev (AZE)          | Iván Felipe Silva (CUB) Luka Maisuradze (GEO)        |
| 2024                    | Mihael Žgank (TUR)            | Eljan Hajiyev (AZE)          | Maxime-Gaël Ngayap Hambou (FRA) Erlan Sherov (KGZ)   |
| 2025                    | Kim Jong-hoon (KOR)           | Luka Maisuradze (GEO)        | Gōki Tajima (JPN) Alexis Mathieu (FRA)               |

### Poids mi-lourds (-100 kg)
(-86 kg avant 1998)
| Épreuves                | Or                            | Argent                        | Bronze                                                |
| ----------------------- | ----------------------------- | ----------------------------- | ----------------------------------------------------- |
| Tournoi World Cup       |                               |                               |                                                       |
| 1989                    | François Fournier (FRA)       | Eric Fauroux (FRA)            | Roger Vachon (FRA) Vadim Voinov (LAT)                 |
| 1990                    | Roger Vachon (FRA)            | Paul Pesqué (FRA)             | Theo Meijer (NED) Jirí Sosna (CZE)                    |
| 1991                    | Stéphane Traineau (FRA)       | Theo Meijer (NED)             | Peter Den Hoedt (NED) Marc Meiling (GER)              |
| 1992                    | Leonid Svirid (BEL)           | Theo Meijer (NED)             | Detlef Knorrek (GER) Samir Mahdi (FRA)                |
| 1993                    | Stéphane Traineau (FRA)       | Vitaly Budyukin (RUS)         | Detlef Knorrek (GER) Fabrice Guenet (FRA)             |
| 1994                    | Eric Fauroux (FRA)            | Pawel Nastula (POL)           | Patrice Rognon (FRA) Kim Jae-sik (KOR)                |
| 1995                    | Pawel Nastula (POL)           | Michiaki Kamochi (JPN)        | Stéphane Traineau (FRA) Marc Meiling (GER)            |
| 1996                    | Pawel Nastula (POL)           | Pedro Soares (POR)            | Stéphane Traineau (FRA) Yoshio Nakamura (JPN)         |
| 1997                    | Daniel Gürschner (GER)        | Eric Fauroux (FRA)            | Nicolas Gill (CAN) Kim Min-soo (KOR)                  |
| 1998                    | Pedro Soares (POR)            | Ghislain Lemaire (FRA)        | Shigeru Kubota (JPN) Ben Sonnemans (NED)              |
| 1999                    | Ben Sonnemans (NED)           | Jang Sung-ho (KOR)            | Ghislain Lemaire (FRA) Stéphane Traineau (FRA)        |
| 2000                    | Kosei Inoue (JPN)             | Stéphane Traineau (FRA)       | Pawel Nastula (POL) Armen Bagdasarov (UZB)            |
| 2001                    | Antal Kovács (HUN)            | Iveri Jikurauli (GEO)         | Michael Jurack (GER) Armen Bagdasarov (UZB)           |
| Tournoi Super A         |                               |                               |                                                       |
| 2002                    | Keiji Suzuki (JPN)            | Ihar Makarau (BLR)            | Michele Monti (ITA) Juri Rybak (BLR)                  |
| 2003                    | Keiji Suzuki (JPN)            | Ghislain Lemaire (FRA)        | George Gugava (GEO) Michele Monti (ITA)               |
| 2004                    | Ariel Zeevi (ISR)             | Iveri Jikurauli (GEO)         | Vitaly Bubon (UKR) Ghislain Lemaire (FRA)             |
| Tournoi Super World Cup |                               |                               |                                                       |
| 2005                    | Yoo Kwang-sun (KOR)           | Iveri Jikurauli (GEO)         | Oreidis Despaigne (CUB) Satoshi Ishii (JPN)           |
| 2006                    | Ruslan Gasymov (RUS)          | Yoo Kwang-sun (KOR)           | Takamasa Anai (JPN) Vitaly Bubon (UKR)                |
| 2007                    | Daniel Hadfi (HUN)            | Siarhei Kukharenko (BLR)      | Oreidis Despaigne (CUB) Naidangiin Tüvshinbayar (MGL) |
| 2008                    | Ilías Iliádis (GRE)           | Naidangiin Tüvshinbayar (MGL) | Takamasa Anai (JPN) Ariel Zeevi (ISR)                 |
| Tournoi Grand Chelem    |                               |                               |                                                       |
| 2009                    | Takamasa Anai (JPN)           | Yauhen Biadulin (BLR)         | Daniel Brata (ROU) Dimitri Peters (GER)               |
| 2010                    | Elco van der Geest (NED)      | Sergey Samoylovich (RUS)      | Dimitri Peters (GER) Irakli Tsirekidze (GEO)          |
| 2011                    | Henk Grol (NED)               | Naidangiin Tüvshinbayar (MGL) | Jevgenijs Borodavko (LAT) Hwang Hee-tae (KOR)         |
| 2012                    | Naidangiin Tüvshinbayar (MGL) | Jevgenijs Borodavko (LAT)     | Temuulen Battulga (MGL) Ramziddin Sayidov (UZB)       |
| 2013                    | Lukáš Krpálek (CZE)           | Temuulen Battulga (MGL)       | Henk Grol (NED) Cyrille Maret (FRA)                   |
| 2014                    | Cyrille Maret (FRA)           | Lukáš Krpálek (CZE)           | Adlan Bisultanov (RUS) Henk Grol (NED)                |
| 2015                    | Cyrille Maret (FRA)           | Rafael Buzacarini (BRA)       | Michael Korrel (NED) Lukáš Krpálek (CZE)              |
| 2016                    | Cyrille Maret (FRA)           | Kyle Reyes (CAN)              | Aaron Wolf (JPN) Karl-Richard Frey (GER)              |
| 2017                    | Kentaro Iida (JPN)            | Cyrille Maret (FRA)           | Jorge Fonseca (POR) Varlam Liparteliani (GEO)         |
| 2018                    | Michael Korrel (NED)          | Cho Gu-ham (KOR)              | Cyrille Maret (FRA) Varlam Liparteliani (GEO)         |
| 2019                    | Varlam Liparteliani (GEO)     | Aaron Wolf (JPN)              | Cho Gu-ham (KOR) Peter Paltchik (ISR)                 |
| 2020                    | Peter Paltchik (ISR)          | Varlam Liparteliani (GEO)     | Michael Korrel (NED) Arman Adamian (RUS)              |
| 2021                    | Arman Adamian (RUS)           | Asley González (ROU)          | Simeon Catharina (NED) Onise Saneblidze (GEO)         |
| 2022                    | Toma Nikiforov (BEL)          | Peter Paltchik (ISR)          | Muzaffarbek Turoboyev (UZB) Kentaro Iida (JPN)        |
| 2023                    | Michael Korrel (NED)          | Dzhafar Kostoev (UAE)         | Peter Paltchik (ISR) Zelym Kotsoiev (AZE)             |
| 2024                    | Aaron Wolf (JPN)              | Nikoloz Sherazadishvili (ESP) | Aleksandar Kukolj (SRB) Nurlykhan Sharkhan (KAZ)      |
| 2025                    | Dzhafar Kostoev (UAE)         | Leonardo Gonçalves (BRA)      | Arman Adamian (IAE) Iván Felipe Silva (CUB)           |

### Poids lourds (+100 kg)
(+95 kg avant 1998)
| Épreuves                | Or                                 | Argent                       | Bronze                                              |
| ----------------------- | ---------------------------------- | ---------------------------- | --------------------------------------------------- |
| Tournoi World Cup       |                                    |                              |                                                     |
| 1989                    | Laurent Del Colombo (FRA)          | Elvis Gordon (GBR)           | Jochen Plate (GER) Christian Vachon (FRA)           |
| 1990                    | Hideyuki Sekine (JPN)              | Imre Csösz (HUN)             | Georges Mathonnet (FRA) Christian Vachon (FRA)      |
| 1991                    | Henry Stoehr (GER)                 | Eric Buonomo (FRA)           | Jorge Fis (CUB) Frank Moreno Garcia (CUB)           |
| 1992                    | Hideyuki Sekine (JPN)              | Henry Stoehr (GER)           | Harry Van Barneveld (BEL) Georges Mathonnet (FRA)   |
| 1993                    | Koichiro Mitani (JPN)              | Harry Van Barneveld (BEL)    | Frank Moreno Garcia (CUB) David Douillet (FRA)      |
| 1994                    | Indrek Pertelson (EST)             | Shinichi Shinohara (JPN)     | Laurent Crost (FRA) Igor Mueller (LUX)              |
| 1995                    | Shinichi Shinohara (JPN)           | David Douillet (FRA)         | Harry Van Barneveld (BEL) Naoya Ogawa (JPN)         |
| 1996                    | Naoya Ogawa (JPN)                  | Rafał Kubacki (POL)          | Indrek Pertelson (EST) Selim Tataroglu (TUR)        |
| 1997                    | Shinichi Shinohara (JPN)           | Laurent Crost (FRA)          | Frank Moeller (GER) Karim Boumedjane (FRA)          |
| 1998                    | Ernesto Pérez (ESP)                | Aythami Ruano (ESP)          | Tatsuhiro Muramoto (JPN) Tokumi Saruwatari (JPN)    |
| 1999                    | Dennis van der Geest (NED)         | Harry Van Barneveld (BEL)    | Jun Konno (JPN) Vladimir Sanchez (CUB)              |
| 2000                    | Yasuyuki Muneta (JPN)              | Vladimir Sanchez (CUB)       | Indrek Pertelson (EST) Eric Krieger (AUT)           |
| 2001                    | Jérôme Dreyfus (FRA)               | Aythami Ruano (ESP)          | Hiroaki Takahashi (JPN) Zoltán Csizmadia (HUN)      |
| Tournoi Super A         |                                    |                              |                                                     |
| 2002                    | Aythami Ruano (ESP)                | Paolo Bianchessi (ITA)       | Tamerlan Tmenov (RUS) Tatsuhiro Muramoto (JPN)      |
| 2003                    | Yasuyuki Muneta (JPN)              | Dennis van der Geest (NED)   | Paolo Bianchessi (ITA) Frank Möller (GER)           |
| 2004                    | Seyed Mahmoud Miran Fashandi (IRN) | Paolo Bianchessi (ITA)       | Abdullo Tangriev (UZB) Lasha Gujejiani (GEO)        |
| Tournoi Super World Cup |                                    |                              |                                                     |
| 2005                    | Anis Chedly (TUN)                  | Hidekazu Shoda (JPN)         | Frédéric Lecanu (FRA) Andreas Tölzer (GER)          |
| 2006                    | Yohei Takai (en) (JPN)             | Zviadi Khanjaliashvili (GEO) | Vitaliy Polyanskyy (UKR) Alexander Mikhaylin (RUS)  |
| 2007                    | Kosei Inoue (JPN)                  | Yury Rybak (BLR)             | Alexander Mikhaylin (RUS) Teddy Riner (FRA)         |
| 2008                    | Teddy Riner (FRA)                  | Alexander Mikhaylin (RUS)    | Abdullo Tangriev (UZB) Grim Vuijsters (nl) (NED)    |
| Tournoi Grand Chelem    |                                    |                              |                                                     |
| 2009                    | Teddy Riner (FRA)                  | Alexander Mikhaylin (RUS)    | Pierre-Alexandre Robin (FRA) Abdullo Tangriev (UZB) |
| 2010                    | Teddy Riner (FRA)                  | Grim Vuijsters (nl) (NED)    | Kim Sung-Min (KOR) Martin Padar (EST)               |
| 2011                    | Teddy Riner (FRA)                  | Daiki Kamikawa (JPN)         | Oscar Brayson (CUB) Kim Sung-Min (KOR)              |
| 2012                    | Teddy Riner (FRA)                  | Rafael Silva (BRA)           | Abdullo Tangriev (UZB) Kim Sung-Min (KOR)           |
| 2013                    | Teddy Riner (FRA)                  | Kim Sung-Min (KOR)           | Oscar Brayson (CUB) Rafael Silva (BRA)              |
| 2014                    | Ryu Shichinohe (JPN)               | David Moura (BRA)            | Faicel Jaballah (TUN) Renat Saidov (RUS)            |
| 2015                    | Hisayoshi Harasawa (JPN)           | David Moura (BRA)            | Roy Meyer (NED) Takeshi Ōjitani (JPN)               |
| 2016                    | Hisayoshi Harasawa (JPN)           | Or Sasson (ISR)              | David Moura (BRA) Roy Meyer (NED)                   |
| 2017                    | Takeshi Ojitani (JPN)              | Ryū Shichinohe (JPN)         | Rafael Silva (BRA) Duurenbayar Ulziibayar (MGL)     |
| 2018                    | Kokoro Kageura (JPN)               | Kim Sung-min (KOR)           | Lukáš Krpálek (CZE) Aliaksandr Vakhaviak (BLR)      |
| 2019                    | Kim Sung-min (KOR)                 | Hisayoshi Harasawa (JPN)     | Kokoro Kageura (JPN) Uşangi Kokauri (AZE)           |
| 2020                    | Henk Grol (NED)                    | Kokoro Kageura (JPN)         | Andy Granda (CUB) Inal Tasoev (RUS)                 |
| 2021                    | Inal Tasoev (RUS)                  | Cyrille Maret (FRA)          | Joseph Terhec (FRA) Jur Spijkers (NED)              |
| 2022                    | Tsetsentsengel Odkhuu (MGL)        | Uşangi Kokauri (AZE)         | Kim Min-jong (KOR) Kokoro Kageura (JPN)             |
| 2023                    | Teddy Riner (FRA)                  | Hyōga Ōta (JPN)              | Alisher Yusupov (UZB) Youn Jaegu (KOR)              |
| 2024                    | Teddy Riner (FRA)                  | Kim Min-jong (KOR)           | Kanta Nakano (JPN) Alisher Yusupov (UZB)            |
| 2025                    | Inal Tasoev (IJF)                  | Lee Seung-yeob (KOR)         | Toma Nikiforov (BEL) Yuta Nakamura (JPN)            |

## Palmarès féminin

### Poids super-légers (-48 kg)
| Épreuves                | Or                            | Argent                        | Bronze                                               |
| ----------------------- | ----------------------------- | ----------------------------- | ---------------------------------------------------- |
| Tournoi World Cup       |                               |                               |                                                      |
| 1989                    | Cécile Nowak (FRA)            | Fumiko Ezaki (JPN)            | Martine Dupond (FRA) Fabienne Boffin (FRA)           |
| 1990                    | Cécile Nowak (FRA)            | Kerstin Emich (GER)           | Martine Dupond (FRA) Valerie Gotay (USA)             |
| 1991                    | Cécile Nowak (FRA)            | Sylvie Meloux (FRA)           | Martine Dupond (FRA) Bénédicte Nardou (FRA)          |
| 1992                    | Karen Briggs (GBR)            | Cécile Nowak (FRA)            | Li Aiyue (CHN) Amarilis Savón (CUB)                  |
| 1993                    | Ryoko Tani (JPN)              | Amarilis Savón (CUB)          | Sarah Nichilo-Rosso (FRA) Tatyana Kuvshinova (RUS)   |
| 1994                    | Atsuko Nagai (JPN)            | Amarilis Savón (CUB)          | Yolanda Soler (ESP) Bénédicte Nardou (FRA)           |
| 1995                    | Sylvie Meloux (FRA)           | Frédérique Jossinet (FRA)     | Yolanda Soler (ESP) Yumiko Eto (JPN)                 |
| 1996                    | Amarilis Savón (CUB)          | Yolanda Soler (ESP)           | Atsuko Nagai (JPN) Jin Shujiao (CHN)                 |
| 1997                    | Atsuko Nagai (JPN)            | Amarilis Savón (CUB)          | Yoo Hee-joon (KOR) Servane Bruneau (FRA)             |
| 1998                    | Sarah Nichilo-Rosso (FRA)     | Tomoe Makabe (JPN)            | Ilse Heylen (BEL) Frédérique Jossinet (FRA)          |
| 1999                    | Amarilis Savón (CUB)          | Laura Moise-Moricz (ROU)      | Sylvie Meloux (FRA) Sarah Nichilo-Rosso (FRA)        |
| 2000                    | Atsuko Nagai (JPN)            | Frédérique Jossinet (FRA)     | Tang Li Hong (CHN) Amarilis Savón (CUB)              |
| 2001                    | Sarah Nichilo-Rosso (FRA)     | Danieska Carrion (CUB)        | Alina Dumitru (ROU) Chiho Hamano (JPN)               |
| Tournoi Super A         |                               |                               |                                                      |
| 2002                    | Frédérique Jossinet (FRA)     | Giuseppina Macrì (ITA)        | Danieska Carrion (CUB) Kayo Kitada (JPN)             |
| 2003                    | Frédérique Jossinet (FRA)     | Julia Matijass (GER)          | Tomoe Makabe (JPN) Ye Gue-rin (KOR)                  |
| 2004                    | Kayo Kitada (JPN)             | Frédérique Jossinet (FRA)     | Lijuan Gao (CHN) Emilie Lafont (FRA)                 |
| Tournoi Super World Cup |                               |                               |                                                      |
| 2005                    | Kayo Kitada (JPN)             | Yanet Bermoy (CUB)            | Frédérique Jossinet (FRA) Ann Simons (BEL)           |
| 2006                    | Frédérique Jossinet (FRA)     | Isabel Latulippe (CAN)        | Kim Young-ran (KOR) Misato Nakamura (JPN)            |
| 2007                    | Wu Shugen (CHN)               | Aurore Climence (FRA)         | Frédérique Jossinet (FRA) Misato Nakamura (JPN)      |
| 2008                    | Gao Feng (CHN)                | Frédérique Jossinet (FRA)     | Michaela Baschin (GER) Yanet Bermoy (CUB)            |
| Tournoi Grand Chelem    |                               |                               |                                                      |
| 2009                    | Emi Yamagishi (JPN)           | Frédérique Jossinet (FRA)     | Tomoko Fukumi (JPN) Aurore Climence (FRA)            |
| 2010                    | Emi Yamagishi (JPN)           | Frédérique Jossinet (FRA)     | Tomoko Fukumi (JPN) Chung Jung-yeon (KOR)            |
| 2011                    | Haruna Asami (JPN)            | Éva Csernoviczki (HUN)        | Dayaris Alvarez (CUB) Sarah Menezes (BRA)            |
| 2012                    | Tomoko Fukumi (JPN)           | Sarah Menezes (BRA)           | Urantsetseg Munkhbat (MGL) Alina Dumitru (ROU)       |
| 2013                    | Haruna Asami (JPN)            | Laëtitia Payet (FRA)          | Sarah Menezes (BRA) Maria Celia Laborde (CUB)        |
| 2014                    | Emi Yamagishi (JPN)           | Urantsetseg Munkhbat (MGL)    | Amandine Buchard (FRA) Paula Pareto (ARG)            |
| 2015                    | Urantsetseg Munkhbat (MGL)    | Charline Van Snick (BEL)      | Julia Figueroa (ESP) Shira Rishony (ISR)             |
| 2016                    | Otgontsetseg Galbadrakh (KAZ) | Urantsetseg Munkhbat (MGL)    | Éva Csernoviczki (HUN) Sarah Menezes (BRA)           |
| 2017                    | Jeong Bo-kyeong (KOR)         | Urantsetseg Munkhbat (MGL)    | Ami Kondo (JPN) Milica Nikolic (SRB)                 |
| 2018                    | Daria Bilodid (UKR)           | Yu Jeong Kang (JPN)           | Maryna Cherniak (UKR) Urantsetseg Munkhbat (MGL)     |
| 2019                    | Ami Kondō (JPN)               | Distria Krasniqi (KOS)        | Otgontsetseg Galbadrakh (KAZ) Mélodie Vaugarny (FRA) |
| 2020                    | Daria Bilodid (UKR)           | Wakana Koga (JPN)             | Urantsetseg Munkhbat (MGL) Mélanie Clément (FRA)     |
| 2021                    | Wakana Koga (JPN)             | Mélanie Clément (FRA)         | Shirine Boukli (FRA) Blandine Pont (FRA)             |
| 2022                    | Natsumi Tsunoda (JPN)         | Bavuudorjiin Baasankhüü (MGL) | Wakana Koga (JPN) Blandine Pont (FRA)                |
| 2023                    | Blandine Pont (FRA)           | Milica Nikolic (SRB)          | Mireia Lapuerta Comas (ESP) Abiba Abuzhakynova (KAZ) |
| 2024                    | Shirine Boukli (FRA)          | Wakana Koga (JPN)             | Laura Martinez Abelenda (ESP) Assunta Scutto (ITA)   |
| 2025                    | Mitsuki Kondo (JPN)           | Shirine Boukli (FRA)          | Wakana Koga (JPN) Tara Babulfath (SWE)               |

### Poids mi-légers (-52 kg)
| Épreuves                | Or                        | Argent                    | Bronze                                             |
| ----------------------- | ------------------------- | ------------------------- | -------------------------------------------------- |
| Tournoi World Cup       |                           |                           |                                                    |
| 1989                    | Noriko Mizoguchi (JPN)    | Marit Cárdenas Arce (CUB) | Dominique Maaoui-Brun (FRA) Nadia Toumani (FRA)    |
| 1990                    | Christel Deliège (BEL)    | Jaana Ronkainen (FIN)     | Fabienne Boffin (FRA) Chang Fengxia (CHN)          |
| 1991                    | Almudena Muñoz (ESP)      | Legna Verdecia (CUB)      | Jessica Gal (NED) Fabienne Boffin (FRA)            |
| 1992                    | Sharon Rendle (GBR)       | Mutsumi Ueda (JPN)        | Ying Hao (CHN) Legna Verdecia (CUB)                |
| 1993                    | Cécile Nowak (FRA)        | Laëtitia Tignola (FRA)    | Legna Verdecia (CUB) Legna Mizoguchi (JPN)         |
| 1994                    | Legna Verdecia (CUB)      | Deborah Allan (GBR)       | Alessandra Giungi (ITA) Hyun Sook-hee (KOR)        |
| 1995                    | Almudena Muñoz (ESP)      | Carolina Mariani (ARG)    | Laëtitia Tignola (FRA) Sharon Rendle (GBR)         |
| 1996                    | Noriko Narazaki (JPN)     | Laëtitia Tignola (FRA)    | Heidi Goossens (BEL) Legna Verdecia (CUB)          |
| 1997                    | Noriko Narazaki (JPN)     | Legna Verdecia (CUB)      | Nicole Flagothier (BEL) Carolina Mariani (ARG)     |
| 1998                    | Legna Verdecia (CUB)      | Raffaella Imbriani (GER)  | Marie-Claire Restoux (FRA) Laëtitia Tignola (FRA)  |
| 1999                    | Legna Verdecia (CUB)      | Sook Kim-hye (KOR)        | Laëtitia Tignola (FRA) Noriko Narazaki (JPN)       |
| 2000                    | Liu Yuxiang (CHN)         | Legna Verdecia (CUB)      | Oxana Karzakova (RUS) Sook Kim-hye (KOR)           |
| 2001                    | Raffaella Imbriani (GER)  | Zaimaris Calderon (CUB)   | Inge Clement (BEL) Li Ran (CHN)                    |
| Tournoi Super A         |                           |                           |                                                    |
| 2002                    | Salima Souakri (ALG)      | Annabelle Euranie (FRA)   | Amarilis Savón (CUB) Yuki Yokosawa (JPN)           |
| 2003                    | Lee Eun-hee (KOR)         | Amarilis Savón (CUB)      | Aiko Sato (JPN) Salima Souakri (ALG)               |
| 2004                    | Xian Dongmei (CHN)        | Yuki Yokosawa (JPN)       | Salima Souakri (ALG) Georgina Singleton (GBR)      |
| Tournoi Super World Cup |                           |                           |                                                    |
| 2005                    | Annabelle Euranie (FRA)   | Delphine Delsalle (FRA)   | Ilse Heylen (BEL) Angeles Diaz (ESP)               |
| 2006                    | Shi Junjie (CHN)          | Delphine Delsalle (FRA)   | Kim Kyung-ok (KOR) Anna Kharitonova (RUS)          |
| 2007                    | Sheila Espinosa (CUB)     | Telma Monteiro (POR)      | Audrey La Rizza (FRA) Marine Richard (FRA)         |
| 2008                    | Xian Dongmei (CHN)        | Soraya Haddad (ALG)       | Telma Monteiro (POR) Misato Nakamura (JPN)         |
| Tournoi Grand Chelem    |                           |                           |                                                    |
| 2009                    | Natalia Kuzyutina (RUS)   | Audrey La Rizza (FRA)     | Kim Kyung-ok (KOR) Misato Nakamura (JPN)           |
| 2010                    | Misato Nakamura (JPN)     | Ana Carrascosa (ESP)      | Meriem Moussa (ALG) Ilse Heylen (BEL)              |
| 2011                    | Bundmaa Munkhbaatar (MGL) | Soraya Haddad (ALG)       | Ana Carrascosa (ESP) Priscilla Gneto (FRA)         |
| 2012                    | Yuka Nishida (JPN)        | Bundmaa Munkhbaatar (MGL) | Ana Carrascosa (ESP) Yanet Bermoy Acosta (CUB)     |
| 2013                    | Yuki Hashimoto (JPN)      | Majlinda Kelmendi (KOS)   | Andreea Chițu (ROU) Takumi Miyakawa (JPN)          |
| 2014                    | Majlinda Kelmendi (KOS)   | Jaana Sundberg (FIN)      | Mareen Kraeh (GER) Natalia Kuziutina (RUS)         |
| 2015                    | Majlinda Kelmendi (KOS)   | Evelyne Tschopp (SUI)     | Priscilla Gneto (FRA) Ai Shishime (JPN)            |
| 2016                    | Majlinda Kelmendi (KOS)   | Andreea Chițu (ROU)       | Annabelle Euranie (FRA) Priscilla Gneto (FRA)      |
| 2017                    | Majlinda Kelmendi (KOS)   | Natsumi Tsunoda (JPN)     | Distria Krasniqi (KOS) Natalia Kuziutina (RUS)     |
| 2018                    | Uta Abe (JPN)             | Amandine Buchard (FRA)    | Astride Gneto (FRA) Distria Krasniqi (MGL)         |
| 2019                    | Ai Shishime (JPN)         | Natsumi Tsunoda (JPN)     | Astride Gneto (FRA) Odette Giuffrida (ITA)         |
| 2020                    | Distria Krasniqi (KOS)    | Odette Giuffrida (ITA)    | Larissa Pimenta (BRA) Ai Shishime (JPN)            |
| 2021                    | Gefen Primo (ISR)         | Astride Gneto (FRA)       | Bishreltiin Khorloodoi (MGL) Mascha Ballhaus (GER) |
| 2022                    | Amandine Buchard (FRA)    | Distria Krasniqi (KOS)    | Ai Shishime (JPN) Fabienne Kocher (SUI)            |
| 2023                    | Distria Krasniqi (KOS)    | Réka Pupp (HUN)           | Gefen Primo (ISR) Amandine Buchard (FRA)           |
| 2024                    | Distria Krasniqi (KOS)    | Chelsie Giles (GBR)       | Ariane Toro Soler (ESP) Kisumi Omori (JPN)         |
| 2025                    | Kisumi Omori (JPN)        | Kokoro Fujishiro (JPN)    | Ayumi Leiva Sanchez (ESP) Distria Krasniqi (KOS)   |

### Poids légers (-57 kg)
(-56 kg avant 1998)
| Épreuves                | Or                         | Argent                      | Bronze                                            |
| ----------------------- | -------------------------- | --------------------------- | ------------------------------------------------- |
| Tournoi World Cup       |                            |                             |                                                   |
| 1989                    | Jenny Gal (ITA)            | Nicola Fairbrother (GBR)    | Miriam Blasco (ESP) Kasumi Izumi (JPN)            |
| 1990                    | Cho Min-sun (KOR)          | Catherine Arnaud (FRA)      | Nicola Fairbrother (GBR) Laurence Muller (FRA)    |
| 1991                    | Jung Sun-yong (KOR)        | Miriam Blasco (ESP)         | Nicola Fairbrother (GBR) Sabine Hirt (FRA)        |
| 1992                    | Miriam Blasco (ESP)        | Armelle Iost (FRA)          | Isabelle Magnien (FRA) Chiyori Tateno (JPN)       |
| 1993                    | Jung Sun-yong (KOR)        | Jessica Gal (NED)           | Nicola Fairbrother (GBR) Driulis Gonzalez (CUB)   |
| 1994                    | Noriko Mizoguchi (JPN)     | Driulis Gonzalez (CUB)      | Magali Baton (FRA) Jung Sun-yong (KOR)            |
| 1995                    | Jung Sun-yong (KOR)        | Noriko Mizoguchi (JPN)      | Isabel Fernández (ESP) Driulis Gonzalez (CUB)     |
| 1996                    | Noriko Mizoguchi (JPN)     | Driulis Gonzalez (CUB)      | Jessica Gal (NED) Marisabel Lomba (BEL)           |
| 1997                    | Driulis Gonzalez (CUB)     | Isabelle Magnien (FRA)      | Magali Baton (FRA) Isabel Fernández (ESP)         |
| 1998                    | Driulis Gonzalez (CUB)     | Isabel Fernández (ESP)      | Marisabel Lomba (BEL) Karine Petit (FRA)          |
| 1999                    | Isabel Fernández (ESP)     | Nicola Fairbrother (GBR)    | Jessica Gal (NED) Fanny Riaboff (FRA)             |
| 2000                    | Magali Baton (FRA)         | Isabel Fernández (ESP)      | Driulis Gonzalez (CUB) Kim Hwa-soo (KOR)          |
| 2001                    | Kie Kusakabe (JPN)         | Michaela Vernerová (CZE)    | Isabel Fernández (ESP) Yurisleidy Lupetey (CUB)   |
| Tournoi Super A         |                            |                             |                                                   |
| 2002                    | Yurisleidy Lupetey (CUB)   | Kie Kusakabe (JPN)          | Cinzia Cavazzuti (ITA) Sabrina Filzmoser (AUT)    |
| 2003                    | Yurisleidy Lupetey (CUB)   | Jung Hae-Mie (KOR)          | Michelle Buckingham (CAN) Karine Dyot Petit (FRA) |
| 2004                    | Isabel Fernandez (ESP)     | Fanny Euranie (FRA)         | Barbara Harel (FRA) Danielle Zangrando (BRA)      |
| Tournoi Super World Cup |                            |                             |                                                   |
| 2005                    | Isabel Fernandez (ESP)     | Fanny Euranie (FRA)         | Sophie Cox (GBR) Sarah Loko (FRA)                 |
| 2006                    | Sabrina Filzmoser (AUT)    | Barbara Harel (FRA)         | Isabel Fernandez (ESP) Yurisleidy Lupetey (CUB)   |
| 2007                    | Lena Goeldi (SUI)          | Natalia Yukhareva (RUS)     | Yvonne Boenisch (GER) Isabel Fernandez (ESP)      |
| 2008                    | Sabrina Filzmoser (GER)    | Xu Yan (CHN)                | Isabel Fernandez (ESP) Aiko Sato (JPN)            |
| Tournoi Grand Chelem    |                            |                             |                                                   |
| 2009                    | Iouliétta Boukouvála (GRE) | Morgane Ribout (FRA)        | Barbara Harel (FRA) Kaori Matsumoto (JPN)         |
| 2010                    | Kaori Matsumoto (JPN)      | Morgane Ribout (FRA)        | Hedvig Karakas (HUN) Nae Udaka (JPN)              |
| 2011                    | Automne Pavia (FRA)        | Aiko Sato (JPN)             | Corina Caprioriu (ROU) Telma Monteiro (POR)       |
| 2012                    | Telma Monteiro (POR)       | Aiko Sato (JPN)             | Automne Pavia (FRA) Marti Malloy (USA)            |
| 2013                    | Automne Pavia (FRA)        | Anzu Yamamoto (JPN)         | Nae Udaka (JPN) Loredana Ohai (ROU)               |
| 2014                    | Anzu Yamamoto (JPN)        | Nae Udaka (JPN)             | Automne Pavia (FRA) Rafaela Silva (BRA)           |
| 2015                    | Telma Monteiro (POR)       | Dorjsürengiin Sumiyaa (MGL) | Sabrina Filzmoser (AUT) Nae Udaka (JPN)           |
| 2016                    | Kim Jan-di (KOR)           | Dorjsürengiin Sumiyaa (MGL) | Marti Malloy (USA) Rafaela Silva (BRA)            |
| 2017                    | Kwon Youjeong (KOR)        | Hélène Receveaux (FRA)      | Tsukasa Yoshida (JPN) Priscilla Gneto (FRA)       |
| 2018                    | Christa Deguchi (CAN)      | Tsukasa Yoshida (JPN)       | Kim Ji-su (KOr) Nekoda Smythe-Davis (GBR)         |
| 2019                    | Christa Deguchi (CAN)      | Jessica Klimkait (CAN)      | Momo Tamaoki (JPN) Kim Ji-su (KOR)                |
| 2020                    | Christa Deguchi (CAN)      | Dorjsürengiin Sumiyaa (MGL) | Nora Gjakova (KOS) Momo Tamaoki (JPN)             |
| 2021                    | Haruka Funakubo (JPN)      | Caroline Fritze (GER)       | Mina Libeer (BEL) Eteri Liparteliani (GEO)        |
| 2022                    | Haruka Funakubo (JPN)      | Momo Tamaoki (JPN)          | Priscilla Gneto (FRA) Sarah-Léonie Cysique (FRA)  |
| 2023                    | Priscilla Gneto (FRA)      | Jessica Klimkait (CAN)      | Darya Bilodid (UKR) Haruka Funakubo (JPN)         |
| 2024                    | Faïza Mokdar (FRA)         | Christa Deguchi (CAN)       | Jessica Klimkait (CAN) Sarah-Léonie Cysique (FRA) |
| 2025                    | Martha Fawaz (FRA)         | Timna Nelson-Levy (ISR)     | Ophélie Vellozzi (FRA) Megumi Fuchida (JPN)       |

### Poids mi-moyens (-63 kg)
(-61 kg avant 1998)
| Épreuves                | Or                            | Argent                     | Bronze                                                  |
| ----------------------- | ----------------------------- | -------------------------- | ------------------------------------------------------- |
| Tournoi World Cup       |                               |                            |                                                         |
| 1989                    | Catherine Fleury-Vachon (FRA) | Agnès Philippe (FRA)       | Gooitske Marsman (NED) Hideko Sugimura (JPN)            |
| 1990                    | Takako Kobayashi (JPN)        | Yael Arad (ISR)            | Petra Schweizer (GER) Catherine Fleury-Vachon (FRA)     |
| 1991                    | Catherine Fleury-Vachon (FRA) | Sun Cho-min (KOR)          | Jenny Gal (ITA) Yael Arad (ISR)                         |
| 1992                    | Yael Arad (ISR)               | Miroslava Janosikova (SVK) | Gella Vandecaveye (BEL) Catherine Fleury-Vachon (FRA)   |
| 1993                    | Gella Vandecaveye (BEL)       | Miriam Blasco (ESP)        | Diane Bell (GBR) Catherine Fleury-Vachon (FRA)          |
| 1994                    | Gella Vandecaveye (BEL)       | Miriam Blasco (ESP)        | Séverine Vandenhende (FRA) Chung Sung-soon (KOR)        |
| 1995                    | Jung Sung-sook (KOR)          | Ileana Beltrán (CUB)       | Diane Bell (GBR) Miriam Blasco (ESP)                    |
| 1996                    | Ileana Beltrán (CUB)          | Diane Bell (GBR)           | Séverine Vandenhende (FRA) Jung Sung-sook (KOR)         |
| 1997                    | Hiroko Kitazume (JPN)         | Sara Álvarez (ESP)         | Gella Vandecaveye (BEL) Séverine Vandenhende (FRA)      |
| 1998                    | Nami Kimoto (JPN)             | Sara Álvarez (ESP)         | Amina Abdellatif (FRA) Vânia Ishii (BRA)                |
| 1999                    | Jenny Gal (ITA)               | Chigusa Minami (JPN)       | Katarina Walta (GER) Sara Álvarez (ESP)                 |
| 2000                    | Jung Sung-sook (KOR)          | Séverine Vandenhende (FRA) | Gella Vandecaveye (BEL) Nami Kimoto (JPN)               |
| 2001                    | Lucie Décosse (FRA)           | Li Shufang (CHN)           | Séverine Vandenhende (FRA) Anaisis Hernandez (CUB)      |
| Tournoi Super A         |                               |                            |                                                         |
| 2002                    | Gella Vandecaveye (BEL)       | Su Jun Yang (CHN)          | Danielle Vriezema (NED) Ylenia Scapin (ITA)             |
| 2003                    | Gella Vandecaveye (BEL)       | Yoshie Ueno (JPN)          | Danielle Vriezema (NED) Claudia Heill (AUT)             |
| 2004                    | Lucie Décosse (FRA)           | Sarah Clark (GBR)          | Claudia Malzahn (GER) Africa Gutierrez (ESP)            |
| Tournoi Super World Cup |                               |                            |                                                         |
| 2005                    | Yoshie Ueno (JPN)             | Fanny Riaboff (FRA)        | Sarah Clark (GBR) Marie Pasquet (FRA)                   |
| 2006                    | Lucie Décosse (FRA)           | Yoshie Ueno (JPN)          | Claudia Malzahn (GER) Elisabeth Willeboordse (NED)      |
| 2007                    | Virginie Marie (FRA)          | Lucie Décosse (FRA)        | Yaritza Abel (CUB) Ayumi Tanimoto (JPN)                 |
| 2008                    | Lucie Décosse (FRA)           | Yoshie Ueno (JPN)          | Anaisis Hernandez (CUB) Xu Yuhua (CHN)                  |
| Tournoi Grand Chelem    |                               |                            |                                                         |
| 2009                    | Masae Ueno (JPN)              | Nozomi Hirai (JPN)         | Marijana Miskovic (CRO) Vera Koval (RUS)                |
| 2010                    | Gévrise Émane (FRA)           | Anicka Van Emden (NED)     | Yoshie Ueno (JPN) Elisabeth Willeboordse (NED)          |
| 2011                    | Gévrise Émane (FRA)           | Xu Lili (CHN)              | Urška Žolnir (SLO) Clarisse Agbegnenou (FRA)            |
| 2012                    | Miki Tanaka (JPN)             | Joung Da-woon (KOR)        | Elisabeth Willeboordse (NED) Alice Schlesinger (ISR)    |
| 2013                    | Clarisse Agbegnenou (FRA)     | Anicka van Emden (NED)     | Kana Abe (JPN) Miki Tanaka (JPN)                        |
| 2014                    | Clarisse Agbegnenou (FRA)     | Anne-Laure Bellard (FRA)   | Miku Tashiro (JPN) Anicka van Emden (NED)               |
| 2015                    | Tina Trstenjak (SLO)          | Juul Franssen (NED)        | Yarden Gerbi (ISR) Martyna Trajdos (GER)                |
| 2016                    | Clarisse Agbegnenou (FRA)     | Miku Tashiro (JPN)         | Anicka van Emden (NED) Martyna Trajdos (GER)            |
| 2017                    | Tina Trstenjak (SLO)          | Clarisse Agbegnenou (FRA)  | Kiyomi Watanabe (PHI) Margaux Pinot (FRA)               |
| 2018                    | Clarisse Agbegnenou (FRA)     | Miku Tashiro (JPN)         | Martyna Trajdos (GER) Tina Trstenjak (SLO)              |
| 2019                    | Clarisse Agbegnenou (FRA)     | Tina Trstenjak (SLO)       | Nami Nabekura (JPN) Andreja Leški (SLO)                 |
| 2020                    | Clarisse Agbegnenou (FRA)     | Nami Nabekura (JPN)        | Angelika Szymańska (POL) Masako Doi (JPN)               |
| 2021                    | Bárbara Timo (POR)            | Lucy Renshall (GBR)        | Angelika Szymańska (POL) Manon Deketer (FRA)            |
| 2022                    | Nami Nabekura (JPN)           | Masako Doi (JPN)           | Tina Trstenjak (SLO) Sanne Vermeer (NED)                |
| 2023                    | Gili Sharir (ISR)             | Nami Nabekura (JPN)        | Maylin del Toro Carvajal (CUB) Angelika Szymańska (POL) |
| 2024                    | Clarisse Agbegnenou (FRA)     | Katarina Kristo (CRO)      | Lucy Renshall (GBR) Gankhaich Bold (MGL)                |
| 2025                    | Haruka Kaju (JPN)             | Manon Deketer (FRA)        | Nora Gjakova (KOS) Melkia Auchecorne (FRA)              |

### Poids moyens (-70 kg)
(-66 kg avant 1998)
| Épreuves                | Or                         | Argent                      | Bronze                                              |
| ----------------------- | -------------------------- | --------------------------- | --------------------------------------------------- |
| Tournoi World Cup       |                            |                             |                                                     |
| 1989                    | Emanuela Pierantozzi (ITA) | Meriem Moktaa (FRA)         | Claire Lecat (FRA) Roswitha Hartl (AUT)             |
| 1990                    | Claire Lecat (FRA)         | Kate Howey (GBR)            | Park Ji-young (KOR) Valerie Bazin (FRA)             |
| 1991                    | Odalis Revé-Jiminez (CUB)  | Alice Dubois (FRA)          | Isabelle Beauruelle (FRA) Maria Carmen Bellón (ESP) |
| 1992                    | Cho Min-sun (KOR)          | Claire Lecat (FRA)          | Heidi Rakels (BEL) Rowena Sweatman (GBR)            |
| 1993                    | Odalis Revé-Jiminez (CUB)  | Alice Dubois (FRA)          | Claudia Zwiers (NED) Cho Min-sun (KOR)              |
| 1994                    | Odalis Revé-Jiminez (CUB)  | Alice Dubois (FRA)          | Karine Rambault (FRA) Isabelle Beauruelle (FRA)     |
| 1995                    | Cho Min-sun (KOR)          | Alice Dubois (FRA)          | Odalis Revé-Jiminez (CUB) Mariela Spacek (AUT)      |
| 1996                    | Isabelle Beauruelle (FRA)  | Anja Von Rekowski (GER)     | Claudia Zwiers (NED) Cho Min-sun (KOR)              |
| 1997                    | Kate Howey (GBR)           | Isabelle Beauruelle (FRA)   | Claudia Zwiers (NED) Natsuko Sano (JPN)             |
| 1998                    | Sibelis Veranes (CUB)      | Ylenia Scapin (ITA)         | Karin Kienhuis (NED) Saki Yoshida (JPN)             |
| 1999                    | Ylenia Scapin (ITA)        | Úrsula Martin (ESP)         | Ulla Werbrouck (BEL) Kate Howey (GBR)               |
| 2000                    | Ulla Werbrouck (BEL)       | Cho Min-sun (KOR)           | Claudia Zwiers (NED) Elena Kotelnikova (RUS)        |
| 2001                    | Ulla Werbrouck (BEL)       | Masae Ueno (JPN)            | Amina Abdellatif (FRA) Úrsula Martin (ESP)          |
| Tournoi Super A         |                            |                             |                                                     |
| 2002                    | Masae Ueno (JPN)           | Regla Leyén (CUB)           | Edith Bosch (NED) Annett Boehm (GER)                |
| 2003                    | Edith Bosch (NED)          | Catherine Roberge (CAN)     | Gévrise Émane (FRA) Lea Zahoui Blavo (CIV)          |
| 2004                    | Amina Abdellatif (FRA)     | Maryna Pryshchepa (UKR)     | Ylenia Scapin (ITA) Cathérine Jacques (BEL)         |
| Tournoi Super World Cup |                            |                             |                                                     |
| 2005                    | Edith Bosch (NED)          | Masae Ueno (JPN)            | Ylenia Scapin (ITA) Maryna Pryshchepa (UKR)         |
| 2006                    | Cathérine Jacques (BEL)    | Annett Böhm (GER)           | Edith Bosch (NED) Maryna Pryshchepa (UKR)           |
| 2007                    | Leire Iglesias (ESP)       | Cecilia Blanco (ESP)        | Heide Wollert (GER) Mina Watanabe (JPN)             |
| 2008                    | Gévrise Émane (FRA)        | Cecilia Blanco (ESP)        | Annett Böhm (GER) Masae Ueno (JPN)                  |
| Tournoi Grand Chelem    |                            |                             |                                                     |
| 2009                    | Lucie Décosse (FRA)        | Marie Pasquet (FRA)         | Kerstin Thiele (GER) Dou Shumei (CHN)               |
| 2010                    | Lucie Décosse (FRA)        | Anett Meszaros (HUN)        | Hwang Ye-sul (KOR) Yoriko Kunihara (JPN)            |
| 2011                    | Lucie Décosse (FRA)        | Kerstin Thiele (GER)        | Edith Bosch (NED) Yoriko Kunihara (JPN)             |
| 2012                    | Haruka Tachimoto (JPN)     | Lucie Décosse (FRA)         | Hwang Ye-sul (KOR) Yoriko Kunihara (JPN)            |
| 2013                    | Kim Polling (NED)          | Kelita Zupancic (CAN)       | Lucie Décosse (FRA) Laura Vargas-Koch (GER)         |
| 2014                    | Linda Bolder (NED)         | Fanny Estelle Posvite (FRA) | Haruka Tachimoto (JPN) Kelita Zupancic (CAN)        |
| 2015                    | Haruka Tachimoto (JPN)     | Laura Vargas-Koch (GER)     | Margaux Pinot (FRA) Kim Polling (NED)               |
| 2016                    | Kim Seong-yeon (KOR)       | Haruka Tachimoto (JPN)      | Sally Conway (GBR) Gévrise Émane (FRA)              |
| 2017                    | Chizuru Arai (JPN)         | Kelita Zupancic (CAN)       | Sanne van Dijke (NED) Elvismar Rodríguez (VEN)      |
| 2018                    | Sally Conway (GBR)         | Chizuru Arai (JPN)          | Kim Polling (NED) Marie-Ève Gahié (FRA)             |
| 2019                    | Yoko Ono (JPN)             | Margaux Pinot (FRA)         | Saki Niizoe (JPN) Barbara Timo (POR)                |
| 2020                    | Yoko Ono (JPN)             | Saki Niizoe (JPN)           | Anna Bernholm (SWE) Gemma Howell (GBR)              |
| 2021                    | Saki Niizoe (JPN)          | Barbara Matić (CRO)         | Hilde Jager (NED) Yoko Ono (JPN)                    |
| 2022                    | Margaux Pinot (FRA)        | Saki Niizoe (JPN)           | Yoko Ono (JPN) Barbara Matić (CRO)                  |
| 2023                    | Ai Tsunoda Roustant (ESP)  | Marie-Ève Gahié (FRA)       | Ellen Froner (BRA) Kim Polling (NED)                |
| 2024                    | Miriam Butkereit (GER)     | Marie-Ève Gahié (FRA)       | Barbara Matic (CRO) Margaux Pinot (FRA)             |
| 2025                    | Ai Tsunoda (ESP)           | Mayu Honda (JPN)            | Marie-Ève Gahié (FRA) Margit De Voogd (NED)         |

### Poids mi-lourds (-78 kg)
(-72 kg avant 1998)

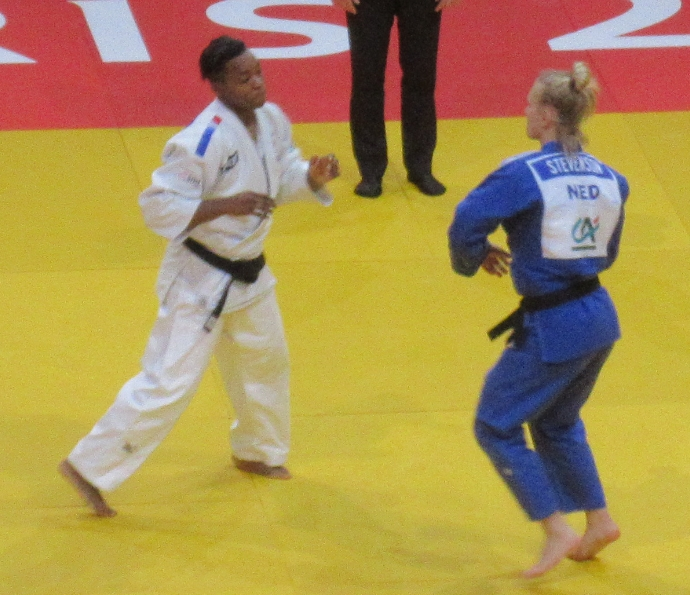
Audrey Tcheuméo contre Karen Stevenson au Grand Slam de Paris 2018
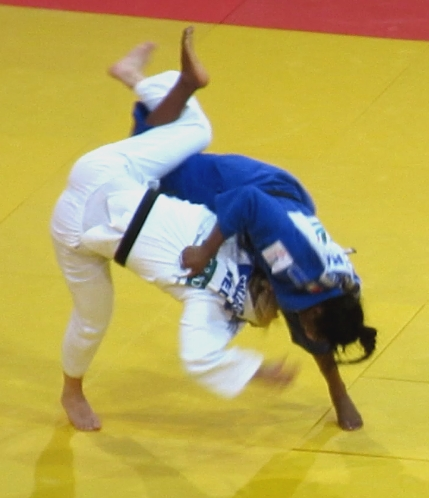
Ippon de Madeleine Malonga sur Karen Stevenson au Grand Slam de Paris 2018

| Épreuves                | Or                          | Argent                      | Bronze                                            |
| ----------------------- | --------------------------- | --------------------------- | ------------------------------------------------- |
| Tournoi World Cup       |                             |                             |                                                   |
| 1989                    | Yoko Tanabe (JPN)           | Ulla Werbrouck (BEL)        | Marion van Dorssen (NED) Laurence Sionneau (FRA)  |
| 1990                    | Yoko Tanabe (JPN)           | Katarina Håkansson (SWE)    | Chlinhui Leng (CHN) Erica Baroncini (ITA)         |
| 1991                    | Emanuela Pierantozzi (ITA)  | Aline Batailler (FRA)       | Ulla Werbrouck (BEL) Laëtitia Meignan (FRA)       |
| 1992                    | Kim Mi-jung (KOR)           | Yoko Tanabe (JPN)           | Ulla Werbrouck (BEL) Hui Leng Chun (CHN)          |
| 1993                    | Laëtitia Meignan (FRA)      | Estha Essombe (FRA)         | Karin Kienhuis (NED) Sandra Godinho (POR)         |
| 1994                    | Diadenis Luna (CUB)         | Kim Mi-jung (KOR)           | Christine Rey (FRA) Karin Hefkova (SVK)           |
| 1995                    | Ulla Werbrouck (BEL)        | Heidi Rakels (BEL)          | Carine Varlez (FRA) Estha Essombe (FRA)           |
| 1996                    | Yoko Tanabe (JPN)           | Karin Kienhuis (NED)        | Ulla Werbrouck (BEL) Tang Lin (CHN)               |
| 1997                    | Noriko Anno (JPN)           | Tatyana Belyaeva (UKR)      | Ulla Werbrouck (BEL) Yuriko Fukuba (JPN)          |
| 1998                    | Diadenis Luna (CUB)         | Lucia Morico (ITA)          | Heidi Rakels (BEL) Yuko Tonooka (JPN)             |
| 1999                    | Emanuela Pierantozzi (ITA)  | Lucia Morico (ITA)          | Anne-Sophie Mondière (FRA) Beatriz Martin (ESP)   |
| 2000                    | Edinanci Silva (BRA)        | Mizuho Matsuzaki (JPN)      | Céline Lebrun (FRA) Michelle Rogers (GBR)         |
| 2001                    | Céline Lebrun (FRA)         | Michelle Rogers (GBR)       | Claudia Zwiers (NED) Mizuho Matsuzaki (JPN)       |
| Tournoi Super A         |                             |                             |                                                   |
| 2002                    | Mizuho Matsuzaki (JPN)      | Céline Lebrun (FRA)         | Claudia Zwiers (NED) Jenny Karl (GER)             |
| 2003                    | Noriko Anno (JPN)           | Jo Su-Hee (KOR)             | Eva Bisseni (FRA) Céline Lebrun (FRA)             |
| 2004                    | Céline Lebrun (FRA)         | Stéphanie Possamaï (FRA)    | Lucia Morico (ITA) Yurisel Laborde (CUB)          |
| Tournoi Super World Cup |                             |                             |                                                   |
| 2005                    | Céline Lebrun (FRA)         | Vera Moskalyuk (RUS)        | Sae Nakazawa (JPN) Claudia Zwiers (NED)           |
| 2006                    | Céline Lebrun (FRA)         | Yurisel Laborde (CUB)       | Géraldine Mentouopou (FRA) Sae Nakazawa (JPN)     |
| 2007                    | Maryna Pryshchepa (UKR)     | Stéphanie Possamaï (FRA)    | Yurisel Laborde (CUB) Marhinde Verkerk (NED)      |
| 2008                    | Yang Xiuli (CHN)            | Vera Moskalyuk (RUS)        | Céline Lebrun (FRA) Stéphanie Possamaï (FRA)      |
| Tournoi Grand Chelem    |                             |                             |                                                   |
| 2009                    | Céline Lebrun (FRA)         | Marhinde Verkerk (NED)      | Yang Xiuli (CHN) Maryna Pryshchepa (UKR)          |
| 2010                    | Akari Ogata (JPN)           | Sayaka Anai (JPN)           | Céline Lebrun (FRA) Lucie Louette (FRA)           |
| 2011                    | Audrey Tcheuméo (FRA)       | Lucie Louette (FRA)         | Mayra Aguiar (BRA) Abigel Joo (HUN)               |
| 2012                    | Mayra Aguiar (BRA)          | Kayla Harrison (USA)        | Akari Ogata (JPN) Audrey Tcheuméo (FRA)           |
| 2013                    | Lucie Louette (FRA)         | Akari Ogata (JPN)           | Ruika Sato (JPN) Catherine Roberge (CAN)          |
| 2014                    | Anamari Velensek (SLO)      | Madeleine Malonga (FRA)     | Audrey Tcheuméo (FRA) Marhinde Verkerk (NED)      |
| 2015                    | Audrey Tcheuméo (FRA)       | Ruika Satō (JPN)            | Madeleine Malonga (FRA) Akari Ogata (JPN)         |
| 2016                    | Mayra Aguiar (BRA)          | Kayla Harrison (USA)        | Natalie Powell (GBR) Luise Malzahn (GER)          |
| 2017                    | Audrey Tcheuméo (FRA)       | Ruika Satō (JPN)            | Guusje Steenhuis (NED) Samah Hawa Camara (FRA)    |
| 2018                    | Audrey Tcheuméo (FRA)       | Guusje Steenhuis (NED)      | Madeleine Malonga (FRA) Shori Hamada (JPN)        |
| 2019                    | Madeleine Malonga (FRA)     | Luise Malzahn (GER)         | Mami Umeki (JPN) Chen Fei (CHN)                   |
| 2020                    | Madeleine Malonga (FRA)     | Fanny Estelle Posvite (FRA) | Mami Umeki (JPN) Kaliema Antomarchi (CUB)         |
| 2021                    | Aleksandra Babintseva (RUS) | Rika Takayama (JPN)         | Inbar Lanir (ISR) Luise Malzahn (GER)             |
| 2022                    | Audrey Tcheuméo (FRA)       | Mami Umeki (JPN)            | Lee Jeong-yun (KOR) Madeleine Malonga (FRA)       |
| 2023                    | Audrey Tcheuméo (FRA)       | Chloé Buttigieg (FRA)       | Guusje Steenhuis (NED) Lee Jeong-yun (KOR)        |
| 2024                    | Anna-Maria Wagner (GER)     | Alice Bellandi (ITA)        | Guusje Steenhuis (NED) Madeleine Malonga (FRA)    |
| 2025                    | Patricia Sampaio (POR)      | Inbar Lanir (ISR)           | Audrey Tcheumeo (FRA) Fanny Estelle Posvite (FRA) |

### Poids lourds (+78 kg)
(+72 kg avant 1998)
| Épreuves                | Or                                | Argent                            | Bronze                                                      |
| ----------------------- | --------------------------------- | --------------------------------- | ----------------------------------------------------------- |
| Tournoi World Cup       |                                   |                                   |                                                             |
| 1989                    | Angelique Seriese (NED)           | Claudia Weber (GER)               | Tsvetana Bozhilova (BUL) Natalina Lupino (FRA)              |
| 1990                    | Moon Ji-yoon (KOR)                | Emmanuelle Mikula (FRA)           | Daima Beltrán (CUB) Yoko Sakaue (JPN)                       |
| 1991                    | Moon Ji-yoon (KOR)                | Claudia Weber (GER)               | Yanmin Qiao (CHN) Estela Rodríguez Villanueva (CUB)         |
| 1992                    | Estela Rodríguez Villanueva (CUB) | Yoko Sakaue (JPN)                 | Angelique Seriese (NED) Moon Ji-yoon (KOR)                  |
| 1993                    | Moon Ji-yoon (KOR)                | Monique van der Lee (NED)         | Angelique Seriese (NED) Noriko Anno (JPN)                   |
| 1994                    | Angelique Seriese (NED)           | Johanna Hagn (GER)                | Estela Rodríguez Villanueva (CUB) Monique van der Lee (NED) |
| 1995                    | Noriko Anno (JPN)                 | Angelique Seriese (NED)           | Daima Beltrán (CUB) Josephine Horton (GBR)                  |
| 1996                    | Johanna Hagn (GER)                | Estela Rodríguez Villanueva (CUB) | Christine Cicot (FRA) Lee Hyun-kyung (KOR)                  |
| 1997                    | Céline Lebrun (FRA)               | Daima Beltrán (CUB)               | Gaëlle Potel (FRA) Yuan Hua (CHN)                           |
| 1998                    | Brigitte Olivier (BEL)            | Gaëlle Potel (FRA)                | Svetlana Gundarenko (RUS) Miho Ninomiya (JPN)               |
| 1999                    | Miho Ninomiya (JPN)               | Daima Beltrán (CUB)               | Brigitte Olivier (BEL) Sandra Koeppen (GER)                 |
| 2000                    | Yuan Hua (CHN)                    | Sandra Koeppen (GER)              | Daima Beltrán (CUB) Mayumi Yamashita (JPN)                  |
| 2001                    | Midori Shintani (JPN)             | Brigitte Olivier (BEL)            | Marie Elisabeth Veys (BEL) Karina Bryant (GBR)              |
| Tournoi Super A         |                                   |                                   |                                                             |
| 2002                    | Midori Shintani (JPN)             | Sandra Koeppen (GER)              | Xia Liu (CHN) Ibis Dueñas (CUB)                             |
| 2003                    | Jia Xueying (CHN)                 | Tea Dongouzachvili (RUS)          | Maki Tsukada (JPN) Karina Bryant (GBR)                      |
| 2004                    | Liu Huanyuan (CHN)                | Rebecca Ramanich (FRA)            | Katrin Bienroth (GER) Maki Tsukada (JPN)                    |
| Tournoi Super World Cup |                                   |                                   |                                                             |
| 2005                    | Maki Tsukada (JPN)                | Anne-Sophie Mondière (FRA)        | Karina Bryant (GBR) Simone Callender (GBR)                  |
| 2006                    | Anne-Sophie Mondière (FRA)        | Katrin Bienroth (GER)             | Midori Shintani (JPN) Li Yiqing (CHN)                       |
| 2007                    | Maki Tsukada (JPN)                | Eva Bisseni (FRA)                 | Liu Huanyuan (CHN) Carola Uilenhoed (NED)                   |
| 2008                    | Tong Wen (CHN)                    | urszula Sadkowska (POL)           | Eva Bisseni (FRA) Ketty Mathe (FRA)                         |
| Tournoi Grand Chelem    |                                   |                                   |                                                             |
| 2009                    | Tong Wen (CHN)                    | Idalis Ortiz Boucurt (CUB)        | Megumi Tachimoto (JPN) Ielena Ivachtchenko (RUS)            |
| 2010                    | Ielena Ivachtchenko (RUS)         | Nihel Chikhrouhou (TUN)           | Kim Na-young (KOR) Idalis Ortiz Boucurt (CUB)               |
| 2011                    | Megumi Tachimoto (JPN)            | Lucija Polavder (SLO)             | Liu Huanyuan (CHN) Idalis Ortiz Boucurt (CUB)               |
| 2012                    | Megumi Tachimoto (JPN)            | Ielena Ivachtchenko (RUS)         | Anne-Sophie Mondière (FRA) Idalis Ortiz Boucurt (CUB)       |
| 2013                    | Megumi Tachimoto (JPN)            | Idalis Ortiz Boucurt (CUB)        | Kim Ji-youn (KOR) Kim Eun-kyung (KOR)                       |
| 2014                    | Kanae Yamabe (JPN)                | Émilie Andéol (FRA)               | Idalis Ortiz Boucurt (CUB) Lucija Polavder (SLO)            |
| 2015                    | Émilie Andéol (FRA)               | Franziska Konitz (GER)            | Larisa Cerić (BIH) Iryna Kindzerska (UKR)                   |
| 2016                    | Megumi Tachimoto (JPN)            | Ma Sisi (CHN)                     | Tessie Savelkouls (NED) Marine Erb (FRA)                    |
| 2017                    | Sarah Asahina (JPN)               | Kanae Yamabe (JPN)                | Kim Min-jeong (KOR) Émilie Andéol (FRA)                     |
| 2018                    | Kim Min-jeong (KOR)               | Wang Yan (CHN)                    | Iryna Kindzerska (AZE) Akira Sone (JPN)                     |
| 2019                    | Idalys Ortíz (CUB)                | Iryna Kindzerska (AZE)            | Akira Sone (JPN) Kim Min-jeong (KOR)                        |
| 2020                    | Romane Dicko (FRA)                | Maryna Slutskaya (BLR)            | Beatriz Souza (BRA) Rochele Nunes (POR)                     |
| 2021                    | Raz Hershko (ISR)                 | Léa Fontaine (FRA)                | Coralie Haymé (FRA) Julia Tolofua (FRA)                     |
| 2022                    | Wakaba Tomita (JPN)               | Romane Dicko (FRA)                | Julia Tolofua (FRA) Kim Ha-yun (KOR)                        |
| 2023                    | Kim Ha-yun (KOR)                  | Akiba Maya (JPN)                  | Romane Dicko (FRA) Julia Tolofua (FRA)                      |
| 2024                    | Romane Dicko (FRA)                | Kayra Ozdemir (TUR)               | Léa Fontaine (FRA) Raz Hershko (ISR)                        |
| 2025                    | Léa Fontaine (FRA)                | Hyeonji Lee (KOR)                 | Raz Hershko (ISR) Mao Arai (JPN)                            |